# Destoroyah
Destoroyah (デストロイア?, Desutoroia) è un kaijū, un mostro misterioso, del cinema giapponese nemico di Godzilla.
Venne considerato tra i nemici di Godzilla più crudeli, responsabile per la brutale morte di Godzilla Junior. La rivista Complex lo pose al 3º posto nella sua lista dei 15 mostri giapponese più forti, mentre WatchMojo  lo pose al terzo posto del suo elenco dei 10 miglior nemici di Godzilla. Al contrario, Steve Ryfle, autore e storico di Godzilla, descrisse Destoroyah come un mostro ridicolo, un misto tra Predator e SpaceGodzilla, paragonabile a Megalon e Gigan.

## Storia cinematografica
Nel concepire il nemico finale di Godzilla, lo sceneggiatore Kazuki Ōmori propose una storia in cui il Godzilla corrente fosse nelle condizioni di lottare contro il Godzilla del 1954, ma questa idea fu scartata, in quanto Godzilla si era già scontrato con ben tre doppelgängerː Biollante, Mechagodzilla e SpaceGodzilla. Venne però deciso di mantenere il collegamento con il film originale nel ri-introdurre il distruttore di ossigeno, l'arma che sconfisse il primo Godzilla.
Il personaggio fu prima battezzato, Barubaroi,  ma fu presto cambiato, siccome suonava troppo come Berbero, perciò potenzialmente offensivo. I disegni di Barubaroi, nel look finale, erano più simili ad un calamaro, ma condividevano il tratto di Destoroyah nel superare Godzilla in altezza.
Tutte le forme assunte da Destoroyah vennero disegnate da Minoru Yoshida, al quale fu richiesto di concepirlo alla pari di un crostaceo. Il suo disegno finale fu dato all'illustratore Noriyoshi Ohrai, che lo incorporò nel manifesto del film. Il disegno di Ohrai fu dopo usato come templato per il modello in 3D, utilizzato per fabbricare il costume del mostro.
Il compositore Akira Ifukube inizialmente intendeva applicare ad ogni forma di Destoroyah uno specifico tema musicale, ma alla fine decisero realizzarne uno solo. Scelse di non usare la sigla del distruttore di ossigeno presente nel film del 1954, siccome quel tema era illustrativo della tragedia del suo creatore, e quindi inappropriato per un mostro.

## Biografia del personaggio
(Emiko Yamane)
Destoroyah ha origine da una colonia di crostacei microscopici risalente all'era Precambriana, risvegliati e potenziati quando venne detonato il distruttore di ossigeno nella baia di Tokyo allo scopo di uccidere, nel 1954, il primo Godzilla. Nel 1996, i Destoroyah si trasformarono in creature di statura umana, respingendo un assalto da parte delle Forze di autodifesa giapponesi. I Destoroyah si evolveranno nella forma di una creatura volante che si scontra con Godzilla Junior. Temporaneamente sconfitto, si trasforma poi in una forma che supera Godzilla in grandezza. La creatura uccide Junior e s'imbatte in Godzilla all'aeroporto di Haneda, dove incontra la sua fine attraverso gli sforzi uniti di Godzilla e dell'esercito giapponese.

## Apparizioni

### Filmografia
- Gojira VS Destroyer

### Videogiochi
- Godzilla Generations: Maximum Impact
- Godzilla: Destroy All Monsters Melee
- Godzilla: Save the Earth
- Godzilla: Unleashed
- Godzilla Battle Line